# Peter Brajerčík
Peter Brajerčík  (ur. 15 października 1986 w Krompachach) – słowacki aktor komediowy, występował w słowackiej wersji programu Twoja twarz brzmi znajomo.

## Filmografia
- 2009 – Tango s komármi
- 2012 – Horúca krv
- 2012 – Attonitas
- 2012 – Druhý dych
- 2013 – Sekerovci
- 2014 – Doktori
- 2015 – Górka Dolna
- 2016 –  Kávomat – Miestny úrad Hodrušany